# سد شيبة
سد شيبة سد أُقيم عام 1963 على وادي شيبة، يقع على بعد 15 كم شمال غربي مدينة قربة في ولاية نابل.